# جيمس باركنسون
جيمس باركنسون (بالإنجليزية: James Parkinson)‏ هوَ طَبيب وجَراح وصَيدلاني وجيولوجي وناشط سياسي بريطاني وُلد عام 1755م، يُعتبر أول من وَصف مَرض «الشلل الرعاش» حَيث كَتب مَقالاً مُفصلاً حول المَرض تَحت اسم: «مقالة حول الرعشة غير الإرادية» (An Essay on the Shaking Palsy) وذلك في عام 1817، تمت إعادة تسمية مَرض مرض باركنسون باسمه من قِبل جان مارتن شاركو وذلك تيمناً بالجراح جيمس باركنسون. تُوفي باركنسون في عام 1824.

## النشأة
وُلد جيمس باركنسون في شورديتش، في لندن، في إنجلترا. وهو ابن جون باركنسون، عطار وجراح زاول مهنته في هوكستون سكوير في لندن، وهو الأكبر بين خمسة أشقاء، ومن ضمنهم شقيقه ويليام وشقيقته ماري سيدغويك. في عام 1784، أقرت مؤسسة مدينة لندن به جراحًا.
في 21 مايو 1783، تزوج من ماري ديل، وأنجبا بعد ذلك ثمانية أطفال، توفي اثنان أثناء طفولتهما. بعد فترة وجيزة من زواجه، تبع باركنسون والده بمزاولة مهنته في هوكستون سكوير.  

## السياسة
بالإضافة لمزاولته المزدهرة لمهنة الطب، كان باركنسون ذا اهتمام شديد في الجيولوجيا وعلم الأحياء القديمة، وفي سياسة ذلك الوقت أيضًا.
كان باركنسون مناصرًا قويًا للمحرومين، وناقدًا صريحًا لحكومة بيت. اتسمت مسيرته المهنية المبكرة بانخراطه في مجموعة من القضايا الاجتماعية والثورية، ويظن بعض المؤرخين بأنه كان على الأرجح مؤيدًا قويًا للثورة الفرنسية. نشر نحو 20 منشورًا سياسيًا في فترة ما بعد الثورة الفرنسية، في حين كانت بريطانيا في فوضى سياسية. اعتاد الكتابة تحت اسمه واسمه المستعار «أولد هوبير»، دعا لإصلاحات اجتماعية متطرفة واقتراع عمومي.
دعا باركنسون إلى تمثيل الشعب في مجلس العموم، وهي مؤسسة للبرلمان السنوي. كان عضوًا في عدد من الجمعيات السياسية السرية، من ضمنها جمعية المراسلات اللندنيّة وجمعية المعلومات الدستورية. في عام 1794، أدت عضويته في المنظمة إلى مساءلته تحت القسم أمام ويليام بيت والمجلس الخاص لإعطاء دليل حول مكيدة ملفقة لاغتيال الملك جورج الثالث. رفض الإدلاء بشهادته بشأن دوره في مؤامرة بندقية الفلين حتى كان متيقنًا من أنه لن يُرغم على إدانة نفسه. اقتضت الخطة باستخدام سهم مسمم مُطلق من بندقية فلين لوضع نهاية سابقة لأوانها لعهد الملك. لم توجه أي تهم في أي وقت من الأوقات ضد باركنسون، في حين قبع العديد من أصدقائه في السجن لعدة أشهر قبل تبرئتهم. 

## الطب
ابتعد باركنسون عن عمله السياسي المضطرب، وبين عامي 1799 و1807، فنشر عددًا من الأعمال الطبية، من ضمنها عمل حول النقرس في عام 1805. كان مسؤولًا أيضًا عن الكتابات المبكرة حول التهاب الزائدة الدودية.
اهتم باركنسون بتحسين صحة الشعب العامة وسلامته. كتب عدد من النظريات الطبية التي كشفت عن رغبة بصحة الأشخاص ورفاهيتهم كتلك التي أعرب عنها في نشاطه السياسي. كان محاربًا في سبيل الحماية القانونية للمرضى العقليين، وأطبائهم وعائلاتهم أيضًا.
في عام 1812، ساعد باركنسون ابنه في أول حالة موصوفة باللغة الإنجليزية لالتهاب الزائدة الدودية، وأول حالة تبين فيها أن الانثقاب هو سبب الوفاة.
آمن أن الجراح الجدير بالاهتمام ينبغي عليه معرفة الستينوغرافي، وكان بارعًا في ذلك.      

### داء باركنسون
كان باركنسون أول شخص يصف على نحو منهجي ستة أفراد يعانون من أعراض المرض الذي يحمل اسمه. في بحث حول الشلل الرعاشي (1817)، قدّم تقريرًا عن ثلاثة من مرضاه وثلاث أشخاص رآهم في الطريق. أشار إلى المرض الذي حمل اسمه بعد ذلك بالشلل الارتجاجي أو الشلل الرعاشي. ميز بين رعاش الراحة والرعاش الحركي. صاغ جان مارتن شاركو مصطلح «داء باركنسون» بعد مضي نحو 60 عامًا.
اقترح باركنسون عن طريق الخطأ أن الرعشات في أولئك المرضى كانت بسبب إصابات في الحبل الشوكي العنقي.

## العلوم
تحول اهتمام باركنسون تدريجيًا من الطب إلى الطبيعة، لا سيما المجالات الجديدة نسبيًا في الجيولوجيا وعلم الأحياء القديمة. بدأ بجمع عينات المستحاثات ورسوماتها في الجزء الأخير من القرن الثامن عشر. أخذ أطفاله وأصدقاءه في رحلات لجمع النباتات والحيوانات الأحفورية ورصدها. أُحبطت محاولاته لتعلم المزيد حول تحديد المستحاثات وتفسيرها بسبب الافتقار للمؤلفات المتاحة باللغة الإنجليزية، ولذلك اتخذ قرارًا بتحسين الأوضاع عبر كتابة مقدمته الخاصة لدراسة المستحاثات.
في عام 1804، نُشر المجلد الأول من بقايا عضوية من عالم قديم. أشاد غيديون مانتل به واصفًا إياه «بالمحاولة الأولى لإعطاء سرد مألوف علمي عن المستحاثات». نُشر مجلد ثاني في عام 1808، وثالث في عام 1811. وضح باركنسون كل مجلد وعملت ابنته إيما على تلوين بعض اللوحات. وأعاد غيديون مانتل استخدام اللوحات. في عام 1822، نشر باركنسون مختصرًا بعنوان «الخطوط العريضة لعلم الحفريات: مقدمة إلى دراسة بقايا المستحاثات العضوية، لا سيما تلك الموجودة في الطبقات البريطانية».
ساهم باركنسون بعدة أوراق علمية في «مجلة الفلسفة الطبيعية والكيمياء والفنون» لويليام نيكلسون، وفي المجلد الأول والثاني والخامس من «معاملات الجمعيات الجيولوجية». كتب مجلدًا واحدًا من الخطوط العريضة لعلم الحفريات في عام 1822، وهو عمل أكثر شهرة. في 13 نوفمبر 1807، التقى باركنسون بمجموعة من السادة الموقرين في حانة الماسونيين في لندن. تضمن اللقاء أسماء عظيمة مثال السير همفري ديفي وآرثر أيكين وجورج بيلاس غرينو. وكان ذلك أول اجتماع لجمعية لندن الجيولوجية.
انتمى باركنسون لمدرسة فكرية، نظرية الكارثة الجيولوجية، التي تعنى بحد ذاتها باعتقاد أن جيولوجية الأرض والغلاف الجوي تشكلا بفعل الكوارث التي حدثت مؤخرًا على نطاق واسع. واستشهد بالطوفان المذكور في سفر التكوين مثالًا على ذلك، وكان يؤمن بقوة بأن الخلق والفناء عمليتان موجهتان بيد الله. كانت وجهة نظره حول الخلقية بأن كل «يوم» كان فترة أطول بكثير فعليًا، وأنها استمرت ربما لعشرات آلاف السنين.       

## وفاته والنصب التذكارية
توفي باركنسون في 21 ديسمبر 1824، بعد إصابته بسكتة دماغية أثناء إلقائه خطابًا ما. ورّث منزله في لانغ ثورن لابنه وزوجته، ومتجره للعطارة لابنه جون. أُعطيت مجموعته من البقايا العضوية لزوجته، وبيع معظمها في عام 1827، ولم يُعثر على قائمة المبيعات أبدًا. دُفن في كنيسة سانت ليونارد، شورديتش.
تُحيا ذكرى حياة باركنسون بلوح حجري داخل كنيسة سانت ليونارد، شورديتش، حيث كان عضوًا في الطائفة، وموقع قبره غير معروف تحديدًا وقد يكون راقدًا في ضريح أو في فناء الكنيسة. تمثل لوحة زرقاء في هوكستون سكوير موقع منزله. وسُمي عدد من المستحاثات تيمنًا به. لا يوجد لوحة تصويرية معروفة له. ويوجد صورة يُقال إنها له، إلا أنها لطبيب أسنان يحمل نفس الاسم، توفي قبل اختراع التصوير.
يُقام يوم باركنسون العالمي كل عام في تاريخ ميلاده، 11 أبريل. علاوة على الداء المسمى باسمه، يُحيا باركنسون في العديد من أسماء الأحياء الأحفورية، ومن ضمنها صدفة الأمونايت البركينسونية، وزنبق البحر إيبيوكرونيس البركينسوني، وحلزون روستلاريا البركينسوني، وشجرة نيبا البركينسيونية.      

## أعماله
- نصائح طبية موجهة للأسر، بشأن مزاولة الطب المنزلي، والحفاظ على الصحة لندن، 1799. الطبعة الخامسة، 1812
- نصائح لتحسين الدعامات؛ بهدف جعل استخدامها أقل إزعاجًا، ولمنع ضرورة وجود رباط تحتي. مع وصف دعامة البناء السهل بنفقات ضئيلة [كما وردت]، لاستخدام الفقراء. لندن: سيموندز. 1802.
- أصدقاء وفيزيائيو البلدة والدولة. فيلادلفيا، 1803.
- بقايا عضوية من عالم قديم. دراسة البقايا المعدنية للخضروات والحيوانات في العالم البدائي، تُدعى عادة المستحاثات الدخيلة. لندن: روبسون. يحتوي المجلد الأول على مملكة الخضروات، 1804. الطبعة الثانية 1833. يحتوي المجلد الثاني على مستحاثات الحيوان النباتي، 1808. الطبعة الثانية 1833. يحتوي المجلد الثالث على مستحاثات النجم البحري وقنفذ البحر والأصداف والحشرات والبرمائيات والثديات. 1811.
- باركنسون، جيمس (1805) ملاحظات حول طبيعة النقرس وعلاجه، على عُقد المفاصل، وتأثير مقالات معينة حول الحمية، على النقرس والروماتيزم والحصباء. لندن: سيموندز.
- رياضات خطرة. حكاية موجهة للأطفال. لندن: سيموندز. 1807.
- بحث حول الشلل الرعاشي. لندن: شيروود نيلي وجونز. 1817.
- الخطوط العريضة لعلم الحفريات: مقدمة إلى دراسة بقايا المستحاثات العضوية، لا سيما تلك الموجودة في الطبقات البريطانية: بغرض مساعدة الطالب في استفساراته بشأن طبيعة المستحاثات، وصلتها بتشكيل الأرض. لندن: شيروود نيلي وجونز. 1822. الطبعة الثانية، 1830.

## روابط خارجية
- جيمس باركنسون على موقع الموسوعة البريطانية (الإنجليزية)
- جيمس باركنسون على موقع إن إن دي بي (الإنجليزية)